# Flyboat
El flyboat, también deletreado fly-boat o fly boat (en español bote-volador), era una embarcación ligera europea de origen holandés desarrollada principalmente como carguero mercantil, aunque muchos sirvieron como buque de guerra en un papel auxiliar debido a su agilidad. Estas embarcaciones podían desplazar entre 70 y 200 toneladas, y se utilizaron a finales del siglo XVI y principios del  XVII. Posteriormente, el nombre se aplicó a una serie de embarcaciones dispares que alcanzaban una gran velocidad o resistencia. A principios del siglo XVII fueron sustituidos por el fluyt, que en Inglaterra también se conocía como fly-boat.

## Origen
El nombre flyboat deriva del  holandés vlieboot, una embarcación con un calado lo suficientemente bajo como para poder navegar por un vlie o estuario fluvial poco profundo, como el Vlie. Los barcos voladores armados fueron utilizados por las fuerzas navales de los rebeldes holandeses, los Watergeuzen, al principio de la Guerra de los Ochenta Años, y constituyeron la contribución holandesa a la Armada Inglesa. El tipo se asemejaba a un pequeño carruaje y tenía dos o a lo sumo tres mástiles, una tabla alta y una docena de cañones de hierro. Pequeño, barato y manejable, era ideal para las actividades de corsario en las aguas costeras europeas, y pronto fue imitado por corsarios o piratas de otras naciones. La armada holandesa, y sus enemigos, los corsarios dunkerqueses, emplearon al principio ampliamente los barcos voladores. En 1588, el ejército de Alejandro Farnesio fue bloqueado en Dunkerque por una flota de 30 barcos voladores holandeses comandados por el teniente almirante Justin de Nassau, impidiendo que se uniera a la Armada española para invadir Inglaterra.

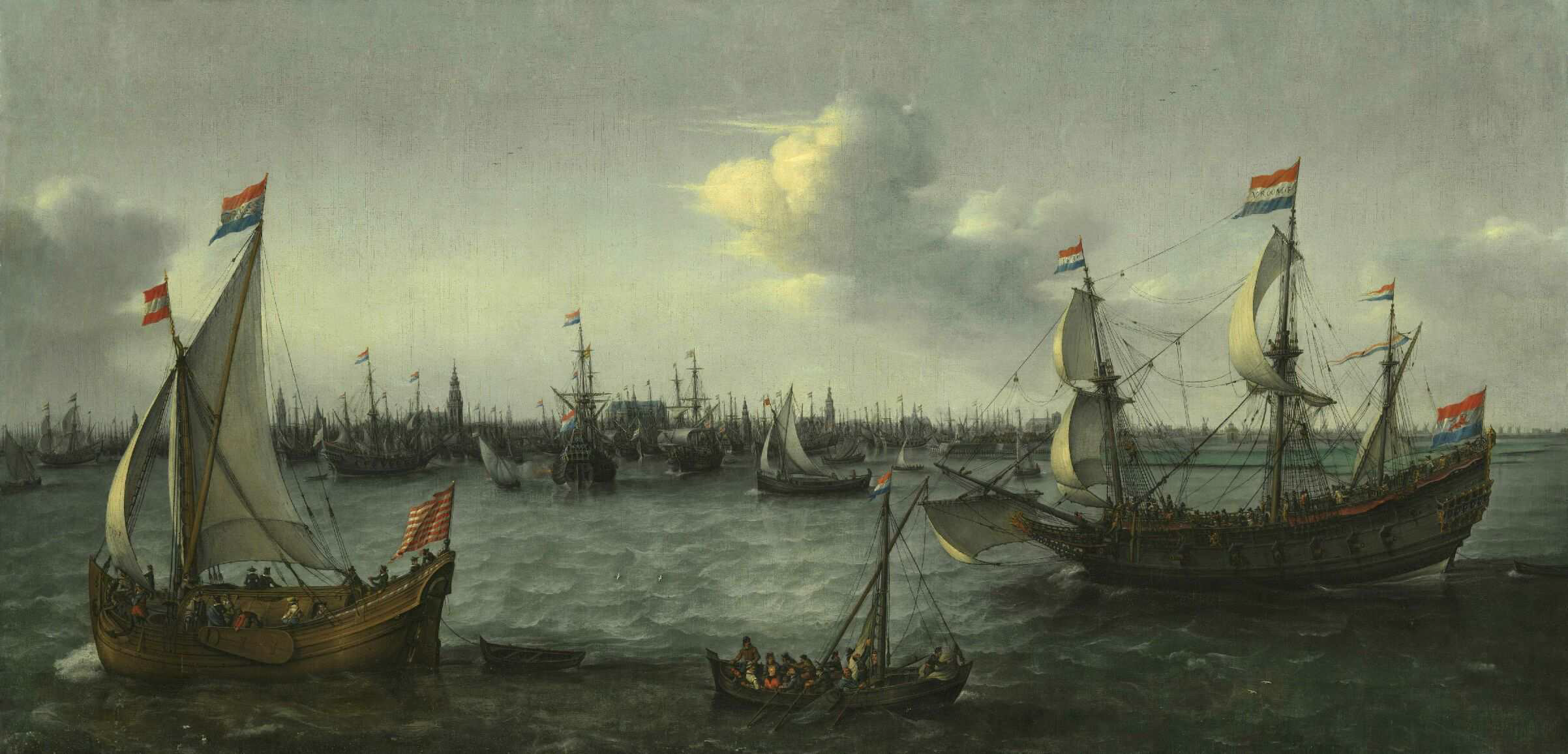
El puerto de Amsterdam (1630) de Hendrick Cornelisz Vroom; Vlieboot (Flyboat) a la izquierda, Galeón a la derecha

A principios del siglo XVII, el tipo de buque de guerra quedó obsoleto con la invención por parte de los Dunkerque de la fragata, entonces un pequeño tipo de galeón, aunque los barcos voladores siguieron siendo adaptados en tiempos de guerra para su uso naval hasta la década de 1670. Sin embargo, los vlieboten civiles holandeses siguieron construyéndose y evolucionaron durante el siglo XVIII hasta convertirse en cromsters mucho más grandes (kromstevens), luego buques de carga costeros planos de hasta 1200 toneladas. Al mismo tiempo, el término "flyboat" se utilizaba para designar a un barco de pesca rápido en el Atlántico. En el siglo XIX, el término se utilizó en Inglaterra para los barcos del canal, parecidos a los pequeños cromsters holandeses.
No tiene nada que ver con esta embarcación la flota de galeras de guerra a la que se refería Ricardo I de Inglaterra|Ricardo Corazón de León]], desarrollada en el siglo XII. Tenían un diseño de barco vikingo hecho para la velocidad y la guerra fluvial. Se probaron en un puerto de Les Andelys bajo la protección del su nuevo castillo allí. Estas embarcaciones recorrían el río Sena y las ciudades de Portsmouth a Rouen.

## Flyboats en los canales
En 1830 se puso en marcha un servicio de "barcos exprés" en el Canal de Glasgow, Paisley y Ardrossan. Uno de sus empleados, William Houston, guiaba una barca vacía tirada por un caballo cuando éste se asustó y salió disparado. Esperando que el caballo se cansara pronto, se aferró a él, pero se sorprendió cuando el barco se levantó sobre su ola de proa y salió disparado por el canal a gran velocidad. El Sr. Houston fue lo suficientemente astuto como para darse cuenta del potencial, y pronto los viajeros eran arrastrados por los canales a gran velocidad en un primer ejemplo de planing.
Este canal -11 millas sin esclusas hasta el centro de Glasgow- era una situación ideal para esta empresa. Una vez que el barco estuvo planeando, la vegetación que dañó las orillas del canal desapareció en gran medida y, en 1835, los barcos de hierro plano de hasta 65 pies realizaban 323 290 viajes de pasajeros a 10 mph en un año. Se establecieron servicios en el Forth y Clyde y en el Shropshire Union Canal flyboats con cargas de 22 toneladas tiradas por un solo caballo a 10 mph ya en 1847. También se les llamaba "swift boats" o "gig boats".

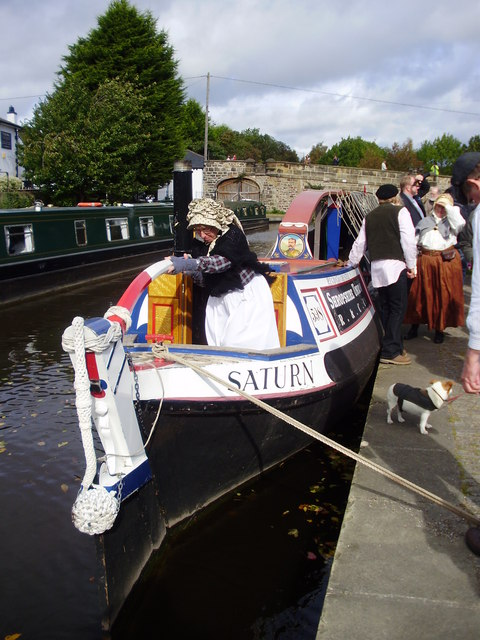
Saturn, un barco volador de 1906 restaurado

Este acontecimiento, que tuvo lugar un año después de la inauguración del Ferrocarril de Liverpool y Mánchester, despertó un enorme interés en el mundo de los canales. Se publicaron libros de Sir William Armstrong Fairburn y Sir John Benjamin Macneill. Este último recoge los experimentos realizados en el canal de Paddington, en Londres, a los que asistieron Thomas Telford y Charles Babbage. Esperaban que los barcos de vapor que circulaban por los canales fueran capaces de alcanzar esas altas velocidades, combatiendo así la amenaza del ferrocarril.
Desgraciadamente, una brillante serie de experimentos llevados a cabo por el joven John Scott Russell, por los que acabó recibiendo la medalla de oro de la Royal Society of Edinburgh e inició la investigación en  solitones, demostró que el fenómeno sólo podía alcanzarse en canales muy poco profundos, y que los barcos de vapor necesitaban condiciones muy diferentes.
Los barcos voladores tirados por uno o más caballos siguieron utilizándose en Gran Bretaña e Irlanda durante varios años, e incluso en América, pero finalmente el ferrocarril resultó ser el ganador.

## Barco volante de una compañía de transporte por canal
Un flyboat es también un narrowboat que trabaja todo el día y toda la noche (24/7) en el sistema de  canales  inglés sin amarre. Aparecieron en la década de 1790 y más tarde intentaron emular a los ferrocarriles funcionando con horarios para poder asegurar las entregas.